# Tvärvetenskap
Tvärvetenskap är en forskningsverksamhet eller vetenskaplig gren som involverar kunskaper, metoder, terminologi och expertis från skilda vetenskapsgrenar. Involveras många olika vetenskapsgrenar, talar man också om mångvetenskap.
De flesta beteckningar som används i dessa sammanhang tenderar att vara översättningar från engelskan. Ordet "tvärvetenskap" är dock en skandinavisk konstruktion som tillkom i samband med Nordiska sommaruniversitetets verksamhet under 1950-talet. Flera pekar på språkmannen Paul Diderichsen som begreppets upphovsman.[källa behövs]

## Olika nivåer av tvärvetenskap
Interdisciplinär tvärvetenskap: vetenskap som bedrivs i samverkan mellan företrädare för flera discipliner. I vissa fall leder detta till att nya discipliner utvecklas, som till exempel genusvetenskap. I andra fall kan samarbetet fortgå i tvärvetenskapliga forskningscentra. I vissa fall förekommer tvärvetenskapliga forskarutbildningar, vid till exempel Linköpings universitet.
Multidisciplinär tvärvetenskap (mångvetenskap): samarbeten som sker mellan företrädare för flera discipliner utan att teorier byts eller utvecklas i kontakten. Sådana samarbeten är ofta tillfälliga.
Transdisciplinära teorier: vetenskapliga teorier som används i flera olika forskningsdiscipliner.
Mångvetenskaplig verksamhet är ett samarbete — en interaktion — mellan olika kunskapsområden runt ett gemensamt problemområde, men där respektive forskare stannar inom ramen för sitt eget område. Tvärvetenskaplig blir verksamheten enligt detta synsätt när forskarna rör sig i gränsområdena mellan de olika ämnesområdena och gemensamt skapar ett nytt område. Till skillnad från mångvetenskapen då deltagarna bidrar till något nytt, utöver sina ursprungliga discipliner. Det finns, jämfört med mångvetenskapen, en högre ambition när det gäller integrationen av olika discipliner. När graden av integration blir tillräckligt hög kan nya discipliner eller ämnen bildas. Det finns en möjlig kronologi i relationerna som kan uttryckas: mångvetenskap—tvärvetenskap—disciplin.